# Damloup
Damloup is een gemeente in het Franse departement Meuse in de regio Grand Est en telt 131 inwoners (1999). De plaats maakt deel uit van het arrondissement Verdun.

## Geschiedenis
Tijdens de Eerste Wereldoorlog werd Damloup bezet door de Duitsers en geheel verwoest. Het dorp is enkele honderden meters verder weer opgebouwd. De gemeente maakte deel uit van het kanton Étain tot Damloup op 22 maart 2015 werd opgenomen in het op die dag gevormde kanton Belleville-sur-Meuse.

## Geografie
De oppervlakte van Damloup bedraagt 5,2 km², de bevolkingsdichtheid is 25,2 inwoners per km².
De onderstaande kaart toont de ligging van Damloup met de belangrijkste infrastructuur en aangrenzende gemeenten.

## Demografie
Onderstaande figuur toont het verloop van het inwonertal (bron: INSEE-tellingen).